# FIFAクラブワールドカップ2020・決勝
FIFAクラブワールドカップ2020・決勝は、FIFAが主催するFIFAクラブワールドカップ17回目の大会FIFAクラブワールドカップ2020の決勝戦である。 

## 概要
決勝にはUEFAチャンピオンズリーグを制した欧州代表のバイエルン・ミュンヘン（ドイツ）とCONCACAFチャンピオンズリーグを制した北中米カリブ海代表のUANLティグレス（メキシコ）が進出した。北中米カリブ海代表が決勝に進出したのはこれが初めてだった。
試合は2021年2月11日にライヤーンのエデュケーション・シティ・スタジアムで行われた。なお、当初本大会は2020年12月に行われる予定だったが、 COVID-19のパンデミックによる影響のため2021年2月の開催となっている。
試合はバイエルン・ミュンヘンが1対0で勝利し、7年ぶり2回目（インターコンチネンタルカップ時代を含むと4回目）のFIFAクラブワールドカップのタイトルを獲得した。また、バイエルンはこの勝利によって2009年のバルセロナ以来、史上2回目となる6冠獲得を果たした。

## 出場クラブ
| クラブ                 | 所在大陸 | 参加資格                              | 過去に決勝進出した年度（太字は優勝） |
| ---------------------- | -------- | ------------------------------------- | ------------------------------------ |
| バイエルン・ミュンヘン | UEFA     | UEFAチャンピオンズリーグ2019-20 優勝  | IC：2 (1976,2001) CWC：1 (2013)      |
| UANLティグレス         | CONCACAF | CONCACAFチャンピオンズリーグ2020 優勝 | なし                                 |

- IC：インターコンチネンタルカップ（1960-2004）
- CWC： FIFAクラブワールドカップ（2000,2005-）

## 会場
2020年12月23日、決勝会場はカタールライヤーンのエデュケーション・シティ・スタジアムと発表された。同スタジアムでは 2022年のFIFAワールドカップの会場の1つである 。また、当初、同スタジアムではFIFAクラブワールドカップ2019の準決勝、3位決定戦、決勝を実施する予定だったが、スタジアムのオープンが延期されたため同大会はハリーファ国際スタジアムを使用した経緯がある 。

## トピック
バイエルン・ミュンヘンは 2013年以来の2回目のクラブワールドカップ出場で、決勝進出も2回目である。前回はラジャ・カサブランカに勝利して優勝している。また、1976年と2001年にはインターコンチネンタルカップで優勝しており、これらを含めると4回目のクラブワールドチャンピオンシップ決勝である 。なお、バイエルンは、 2019-20シーズンにブンデスリーガ、 DFBポカール、 UEFAチャンピオンズリーグで優勝、 2020-21シーズンにはUEFAスーパーカップとDFLスーパーカップで優勝しており、この試合に勝利すると史上2回目の3冠（国内リーグ、国内カップ、コンチネンタル）、および国内とコンチネンタルのスーパーカップ、FIFAクラブワールドカップの6冠獲得となる 。なお、初めて6冠の偉業を達成したのは2009年のバルセロナである 。
バイエルンは今大会開催前にレオン・ゴレツカとハビ・マルティネスの2人が新型コロナウィルス検査で陽性となりチームを離脱、決勝戦直前にはトーマス・ミュラーも検査で陽性となり出場を回避している。また、ジェローム・ボアテングも個人的な理由により決勝戦を前にチームを離脱しており、主力メンバー4人を欠いて決勝に挑むこととなっている。
一方、UANLティグレスは、CONCACAFチャンピオンズリーグ2020に優勝して初のクラブワールドカップ出場を果たしており、決勝進出も初めてである。CONCACAFチャンピオンズリーグでは過去5年間に4回決勝進出しているが、過去3回はいずれも決勝で敗れて準優勝に終わっている。また、UNALティグレスは、南米のクラブ王者を決めるカップ戦リベルタドーレス杯でも2015年に準優勝している。（ただし、リベルタドーレス杯は招待枠の出場のため、優勝していたとしてもクラブワールドカップの出場権は無かった。）なお、CONCACAFチャンピオンズリーグでは2020年のUANLティグレスまで15年連続でメキシコのクラブが優勝している。

## 決勝までの道のり
| バイエルン・ミュンヘン | バイエルン・ミュンヘン | チーム                       | UANLティグレス | UANLティグレス |
| ---------------------- | ---------------------- | ---------------------------- | -------------- | -------------- |
| 対戦相手               | 結果                   | FIFAクラブワールドカップ2020 | 対戦相手       | 結果           |
| -                      | -                      | 2回戦                        | 蔚山現代       | 2 - 1          |
| アル・アハリ           | 2 - 0                  | 準決勝                       | パルメイラス   | 1 - 0          |

## 試合

### 概要
試合は一進一退の展開で立ち上がる。18分、ゴール前20メートルからのバイエルン・ミュンヘンのヨシュア・キミッヒのシュートがゴールネット左下隅を揺らした。しかしながら、VARの確認によりオフライドポジションのロベルト・レヴァンドフスキがUANLティグレスのGKナウエル・グスマンの視界を遮ったとしてこの得点は無効となった。34分、セルジュ・ニャブリのコーナーキックを受けたレロイ・サネが素早くシュートを放つがこのボールはクロスバーを叩き、前半はスコアレスで終わった。
59分、ロベルト・レヴァンドフスキのヘディングシュートはGKグスマンがクリアするが、クリアボールがバンジャマン・パヴァールの足元へと転がり、パヴァールのシュートはゴール中央へと吸い込まれた。当初、エステバン・オストジッチ主審はオフサイドの判定を下すが、VAR確認後、一転この得点は認められ、ついに試合の均衡は破られた。その後もバイエルンが試合を優勢に進め試合は1対0で終了、バイエルンは2013年以来のクラブワールドカップ優勝を果たした

。

### 詳細
| バイエルン・ミュンヘン | 1 - 0    | UANLティグレス |
| ---------------------- | -------- | -------------- |
| パヴァール 59分        | レポート |                |

| バイエルン・ミュンヘン | UANLティグレス |

| GK               | 1  | マヌエル・ノイアー                     |  |      |
| RB               | 5  | バンジャマン・パヴァール               |  |      |
| CB               | 4  | ニクラス・ジューレ                     |  |      |
| CB               | 21 | リュカ・エルナンデス                   |  |      |
| LB               | 19 | アルフォンソ・デイヴィス               |  |      |
| CM               | 6  | ヨシュア・キミッヒ                     |  |      |
| CM               | 27 | ダヴィド・アラバ                       |  |      |
| AM               | 10 | レロイ・サネ                           |  | 73分 |
| RW               | 29 | キングスレイ・コマン                   |  | 73分 |
| LW               | 7  | セルジュ・ニャブリ                     |  | 64分 |
| CF               | 9  | ロベルト・レヴァンドフスキ             |  | 73分 |
| サブメンバー     |    |                                        |  |      |
| GK               | 34 | ルーカス・シュネラー                   |  |      |
| GK               | 39 | ロン＝トルベン・ホフマン               |  |      |
| DF               | 20 | ブナ・サール                           |  |      |
| MF               | 22 | マルク・ロカ                           |  |      |
| MF               | 24 | コランタン・トリッソ                   |  | 64分 |
| MF               | 28 | ティアゴ・ダンタス                     |  |      |
| MF               | 42 | ジャマル・ムシアラ                     |  | 73分 |
| FW               | 11 | ドウグラス・コスタ                     |  | 73分 |
| FW               | 13 | エリック・マキシム・シュポ＝モティング |  | 73分 |
| 監督             |    |                                        |  |      |
| ハンジ・フリック |    |                                        |  |      |

| GK                     | 1  | ナウエル・グスマン             |      |      |
| RB                     | 28 | ルイス・ロドリゲス             | 69分 | 80分 |
| CB                     | 13 | ディエゴ・レジェス             |      |      |
| CB                     | 3  | カルロス・サルセド             |      |      |
| LB                     | 29 | ヘスス・ドゥエニャス           | 42分 |      |
| RM                     | 20 | ハビエル・アキーノ             |      |      |
| CM                     | 5  | ラファエウ・カリオカ           | 90分 |      |
| CM                     | 19 | ギド・ピサーロ                 |      |      |
| LM                     | 23 | ルイス・キニョネス             |      |      |
| CF                     | 32 | カルロス・ゴンサレス           |      |      |
| CF                     | 10 | アンドレ＝ピエール・ジニャック |      |      |
| サブメンバー           |    |                                |      |      |
| GK                     | 35 | フアン・パブロ・チャベス       |      |      |
| GK                     | 50 | アルトゥーロ・デルガード       |      |      |
| DF                     | 4  | ウーゴ・アヤラ                 |      |      |
| DF                     | 14 | フアン・サンチェス             |      |      |
| DF                     | 18 | アルド・クルス                 |      |      |
| DF                     | 21 | フランシスコ・メサ             |      |      |
| DF                     | 43 | エリック・アバロス             |      |      |
| MF                     | 8  | ホルダン・シエラ               |      |      |
| MF                     | 17 | レオナルド・フェルナンデス     |      |      |
| MF                     | 22 | ライムンド・フルヘンシオ       |      |      |
| FW                     | 33 | フリアン・キニョネス           |      | 80分 |
| FW                     | 52 | パトリック・オガマ             |      |      |
| 監督                   |    |                                |      |      |
| リカルド・フェレッティ |    |                                |      |      |

| マン・オブ・ザ・マッチ: ヨシュア・キミッヒ（バイエルン・ミュンヘン） 副審: ニコラス・タラン（ウルグアイ） リチャード・トリニダード（ウルグアイ） 第4審判: エディナ・アルヴェス・バティスタ（ブラジル） 副審控え ネウザ・バック（ブラジル） VAR: フリオ・バスクニャン（チリ） VARアシスタント:。 カミス・アル・マリ（カタール） | ルール - 試合時間は90分。 - 90分終了後同点の場合、30分の延長戦が行われる。 - 120分終了後同点の場合、PK戦で勝敗が決定される。 - 控えは12名。 - 交代は最大5人まで可能。ただし延長戦に入った場合は6人目の交代が可能。 - 選手が脳震盪を起こしたと認められる場合、追加で1名の選手交代が可能。 |

### データ
|                | バイエルン | UANL |
| -------------- | ---------- | ---- |
| 得点           | 0          | 0    |
| シュート       | 8          | 3    |
| 枠内シュート   | 4          | 1    |
| セーブ         | 1          | 4    |
| ボール支配率   | 58%        | 42%  |
| コーナーキック | 3          | 2    |
| ファール       | 6          | 6    |
| オフサイド     | 2          | 0    |
| イエローカード | 0          | 1    |
| レッドカード   | 0          | 0    |

|                | バイエルン | UANL |
| -------------- | ---------- | ---- |
| 得点           | 1          | 0    |
| シュート       | 11         | 0    |
| 枠内シュート   | 5          | 0    |
| セーブ         | 0          | 4    |
| ボール支配率   | 52%        | 48%  |
| コーナーキック | 1          | 0    |
| ファール       | 6          | 5    |
| オフサイド     | 0          | 3    |
| イエローカード | 0          | 2    |
| レッドカード   | 0          | 0    |

|                | バイエルン | UANL |
| -------------- | ---------- | ---- |
| 得点           | 1          | 0    |
| シュート       | 19         | 3    |
| 枠内シュート   | 9          | 1    |
| セーブ         | 1          | 8    |
| ボール支配率   | 55%        | 45%  |
| コーナーキック | 4          | 2    |
| ファール       | 12         | 11   |
| オフサイド     | 2          | 3    |
| イエローカード | 0          | 3    |
| レッドカード   | 0          | 0    |